# Елец-андруга
Елец-андруга (лат. Telestes souffia) — вид лучепёрых рыб семейства карповых. 

## Описание
Пресноводный пелагический вид, длиной от 12 до 17 см, максимальная длина 24 см. Держится стаями. Питается в основном  мелкими беспозвоночными. Нерест в марте — мае. Самка откладывает 6000—8000 яиц.

## Ареал
Встречается в Европе в Средиземноморском бассейне от реки Од до Вар (Франция, Швейцария), в бассейне рек Эро (Франция) и Соча (Италия и Словения). В верхнем течении Рейна в Германии и Швейцарии, в бассейне Дуная в западных притоках в Германии, Австрии, Словении, Хорватии и части Боснии и Герцеговины, а также в бассейне верхней Тисы (Румыния, Украина). Ископаемые остатки лучепёрых рыб, сходных с современными представителями этого вида описаны из плейстоценовых отложений на территории Армении. 